# 공공기관운영위원회
공공기관운영위원회는 공공기관의 운영에 관한 법률 제8조에 따라 공공기관의 운영에 관한 사항을 심의·의결하기 위하여 설치된 기획재정부장관 소속의 위원회이다.

## 심의·의결 사항
- 공기업·준정부기관과 기타공공기관의 지정, 지정해제와 변경지정
- 기관의 신설 심사
- 공공기관의 경영공시
- 공시의무 등의 위반에 대한 인사상 조치 등
- 공공기관의 기능조정 등
- 공공기관의 혁신지원 등
- 시장형 공기업과 준시장형 공기업의 선임비상임이사 임명
- 공기업·준정부기관의 임원 임명 등
- 보수지침
- 공기업·준정부기관의 임원에 대한 해임이나 해임 건의 등
- 비상임이사·감사에 대한 직무수행실적 평가 등
- 공기업·준정부기관의 경영실적 평가 등
- 공기업·준정부기관의 경영지침
- 공기업·준정부기관에 대한 감독의 적정성 여부의 점검과 개선
- 그 밖에 공공기관의 운영과 관련하여 대통령령이 정하는 사항

## 위원회 구성
운영위원회는 위원장 1인 및 다음 각 호의 위원으로 구성하되, 기획재정부 장관이 위원장이 된다.
1. 국무총리실의 차관급 공무원으로서 국무총리실장이 지명하는 공무원 1인
2. 대통령령이 정하는 관계 행정기관의 차관·차장 또는 이에 상당하는 공무원
3. 제2호에 해당하지 아니하는 주무기관의 차관·차장 또는 이에 상당하는 공무원
4. 공공기관의 운영과 경영관리에 관하여 학식과 경험이 풍부하고 중립적인 사람으로서 법조계·경제계·언론계·학계 및 노동계 등 다양한 분야에서 기획재정부장관의 추천으로 대통령이 위촉하는 11인 이내의 사람 (임기는 3년, 연임 가능)

## 관련 법령
- 공공기관의 운영에 관한 법률

## 같이 보기
- 대한민국의 공공기관